# Xijian, Heilongjiang
Xijian (kinesiska: 西建, 西建乡) är en socken i Kina. Den ligger i provinsen Heilongjiang, i den nordöstra delen av landet, omkring 290 kilometer norr om provinshuvudstaden Harbin. Antalet invånare är 17 072. Befolkningen består av 8 769 kvinnor och 8 303 män. Barn under 15 år utgör 17,0 %, vuxna 15-64 år 75 %, och äldre över 65 år 7,0 %.
Genomsnittlig årsnederbörd är 849 millimeter. Den regnigaste månaden är juli, med i genomsnitt 294 mm nederbörd, och den torraste är januari, med 9 mm nederbörd.